# Место встречи (ток-шоу)
«Место встречи» — общественно-политическое ток-шоу на НТВ.
Ведущие общественно-политического ток-шоу — Андрей Норкин (ранее вёл программу «Список Норкина») и Иван Трушкин (с 2019, ранее вёл программу «Вежливые люди»).
Ранее ведущими были Ольга Белова (2016—2018) и Александр Гурнов (2019).
С 13 марта по 1 апреля 2019 года выходило общественно-политическое ток-шоу «Изменить нельзя», являвшееся логическим продолжением выходящей в дневное время суток программы «Место встречи».

## О программе
Каждый день в прямом эфире гости в студии вместе с ведущим разбираются в актуальных темах. Гостями студии становятся не только известные политики, общественные деятели и артисты, но и простые люди.

## Специальные выпуски
- С 2016 года выходят специальные выпуски, посвящённые мероприятиям с участием президента России Владимира Путина — послании Президента России Федеральному собранию, пресс-конференции Президента России и «Итоги года» сразу по окончании прямой трансляции указанных событий, а с 2018 года и до начала.
- 7 апреля 2017 года вышел специальный выпуск, посвященный ракетным ударам США по авиабазе в Сирии. Гостем программы была директор Департамента информации и печати МИД России Мария Захарова.
- 28 марта 2018 года в день траура по жертвам пожара в торгово-развлекательном центре «Зимняя вишня» в Кемерово, вышел специальный выпуск программы, посвящённый данной теме.
- 7 мая 2018 года в 12:50 вышел специальный выпуск, посвящённый инаугурации Президента России Владимира Путина.
- 16 июля 2018 года вышел специальный выпуск, посвящённый переговорам Владимира Путина и Дональда Трампа в Хельсинки.
- 18 октября 2018 года вышел специальный выпуск, посвящённый массовому убийству в Керченском политехническом колледже.
- 10 марта 2020 года выпуск прервался в 15:20 на трансляцию выступления Президента России Владимира Путина в Государственной думе РФ.
- 1 июля 2020 года в 22:00 вышел специальный выпуск, посвящённый референдуму по поправкам в Конституцию.
- 11 мая 2021 года вышел специальный выпуск, посвящённый массовому убийству в гимназии №175 в Казани.
- 27 января 2022 года вышел специальный выпуск, посвящённый итогам переговоров советников глав «Нормандской четвёрки» в Париже и ответам США и НАТО на российские предложения о гарантиях безопасности.
- 24 февраля 2022 года вышли оба специального выпуска, посвящённого вторжению России на Украину, первый вышел в эфир в 14:00, второй вышел в эфир в 19:15 с прямым включением из студии в Донецке, где Иван Трушкин разговаривал с жителями города.
- 28 февраля 2022 года выпуск вышел в эфир в расширенном формате с 10:25 до 16:00 с перерывами на программы «Сегодня» и «Чрезвычайное происшествие».
- 18 марта 2022 года выпуск прервался в 15:30 на трансляцию митинга-концерта, посвящённого вхождению Крыма в состав России.
- 17 июня 2022 года выпуск прервался в 15:50 на трансляцию выступления Президента России Владимира Путина на пленарном заседании Петербургского международного экономического форума.
- 30 сентября 2022 года выпуск вышел в эфир в расширенном формате с 14:00 до 17:55 в рамках, которого транслировалось обращение Президента России Владимира Путина по случаю подписания договоров о принятии ДНР, ЛНР, Запорожской и Херсонской областей в состав России.
- 22 февраля 2023 года выпуск прервался в 14:40 на трансляцию митинга-концерта «Слава защитникам Отечества!».
- 17 марта 2024 года с 18:00 до 0:45 вышел специальный выпуск программы «Выборы-2024». В рамках прямого эфира с 21:20 до 21:45 вышел в эфир специальный выпуск, посвящённый данной теме.

## Критика
В выпуске от 22 февраля 2018 года во время обсуждения ситуации в Донбассе в студии произошёл конфликт между немецким депутатом Андреасом Маурером и украинским политологом Дмитрием Суворовым, причиной которого стало требование последнего показать фотографии погибших. В результате произошла драка, несмотря на попытку ведущего Норкина предотвратить её, и эфир пришлось прервать, а Суворов был выведен из студии.
2 апреля 2019 года часть выпуска провёл присутствовавший в студии в качестве эксперта журналист Александр Гурнов, заменив Андрея Норкина, которому стало плохо во время эфира. Оставшуюся часть выпуска провёл корреспондент и ведущий НТВ Иван Трушкин. В тот же день из эфирной сетки исчезло ток-шоу «Изменить нельзя», выходившее в эфир в ночное время суток с 13 марта 2019 года.

## Резонансные эпизоды
В самом первом выпуске от 29 февраля 2016 года возникла ситуация, когда в прямом эфире двух российских центральных каналов в передачах «Время покажет» и «Место встречи» выступал один и тот же состав экспертов, среди которых был депутат Госдумы Михаил Старшинов. На «Первом канале» он комментировал ДТП с участием известного актёра Валерия Николаева, а на НТВ — военную операцию в Сирии. В обеих программах парламентарий был одет в один и тот же костюм и тот же галстук и присутствовала плашка-уведомление о прямом эфире.
Согласно реакции ведущего передачи «Время покажет» Петра Толстого и подсказке продюсеров, передача «Первого канала» действительно транслировалась в реальном прямом эфире, а передача НТВ — в записи с уральского часового пояса от 12:00 МСК — с присутствием уведомления о прямом эфире в правом верхнем углу телеэкрана. На 13-й минуте телеэфира «Время покажет» продюсер сообщил в наушник ведущего, что депутата Старшинова, сидящего в студии его передачи, параллельно показывают в «прямом эфире» другого канала — по подсчётам, в этот же момент на 25-й минуте передачи на НТВ он размышлял на тему Сирии.

## Награды
В 2023 году Андрей Норкин и Иван Трушкин стали лауреатами премии «ТЭФИ» в номинации «Ведущий дневного общественно-политического ток-шоу».